# Biskupi cylejscy
Biskupi cylejscy

## Ordynariusze
| L.p. | Lata rządów                        | Tytuł | Imię i nazwisko     |
| ---- | ---------------------------------- | ----- | ------------------- |
| 1.   | 7 kwietnia 2006 - 31 stycznia 2009 | bp    | Anton Stres         |
| 2.   | 15 marca 2010 - 18 września 2018   | bp    | Stanislav Lipovšek  |
| 3.   | 30 maja 2021 -                     | bp    | Maksimilijan Matjaž |